# Wainer de Carvalho Ávila
Wainer de Carvalho Ávila (São João del-Rei, 13 de maio de 1940) é um advogado e político brasileiro do estado de Minas Gerais.
Wainer Ávila foi deputado estadual de Minas Gerais, na 10ª legislatura (1983-1987), pelo PMDB.